# Georges Demetz
Pour les articles homonymes, voir Demetz.
Georges Alphonse Marie Demetz (1865-1942) est un général de division français, dont le nom est associé à la Première Guerre mondiale. 
Il effectue une partie de sa carrière militaire en Afrique du Nord (Algérie, Tunisie, Maroc).
Il est le père du général André Demetz.

## Biographie
Georges Demetz est né le 2 août 1865 à Saint-Fargeau (Yonne). D'abord engagé volontaire en 1885, il intègre Saint-Cyr et en sort en 1888 avec le grade de sous-lieutenant d'infanterie et a fait la Campagne d'Algérie de cette date à 1893. Il continue les campagnes : de 1895 à 1897 en Tunisie, de juin 1912 à août 1913 en Algérie puis du 4 août 1913 au 13 janvier 1915 au Maroc occidental en guerre. Il passe au front de la Grande Guerre le 14 janvier 1915.
En 1912 il est chef de bataillon du  1er régiment de tirailleurs algériens.
Durant la Première Guerre mondiale, il commande, de janvier 1915 à janvier 1916, le 7e régiment de tirailleurs algériens appartenant à la 2e brigade de la Division marocaine. De janvier 1916 à juin 1917, il quitte le commandement du 7e tirailleurs pour commander la 1re brigade de la Division marocaine.
Le 29 juin 1917, il est nommé général de brigade à titre temporaire et il quitte la Division marocaine pour commander la 56e Division d'Infanterie qui arrêtera  l'offensive allemande dans la région de Montdidier.
Il est nommé général de brigade à titre définitif le 7 février 1918 et fait partie de l'Armée du Rhin à la tête de la 37e division d'infanterie au sein du 30e corps d'armée commandée par le général Mordacq.
Le 24 juin 1923 il est promu général de division.

## Distinctions
- : Grand officier de la Légion d'honneur (7 juillet 1928)[2].
- : Croix de guerre avec neuf citations.
- : Commandeur de l'ordre du Ouissam alaouite.
- : Officier du Nichan Iftikhar.
- : Officier de l'ordre de la Couronne d'Italie en 1909.
- : Médaille d'argent de la Valeur militaire d'Italie.